# Fri os fra kontanthjælp
Fri os fra kontanthjælp er en dansk dokumentarserie på fire afsnit, der oprindeligt blev sendt på Danmarks Radio i 2018.
3. afsnit havde 645.000 seere.

## Præmis
Dokumentaren på fire afsnit fra 2018 følger jobkonsulenten Anne-Mette Hjortshøj med en pose kommunale penge, der skal hjælpe fire langtidsledige med at komme ind på arbejdsmarkedet gennem et år.
Programmet stiller spørgsmålet; hvorfor får de ikke arbejde, når der er jobs at få? Er det fordi de er dovne og ikke vil arbejde, eller er det fordi, at systemet er for dårlige til at hjælpe dem? Kan det betale sig at investere i en langtidsledig?

## Medvirkende
- Jesper Thorup Andresen som drømmer om et job som jurist. Men det er ikke lykkedes ham at komme i fast arbejde, siden han afsluttede sit jurastudie for seks år siden.

- Trine Vind Trine som har været i kontanthjælpssystemet i 12 år. Hun ved ikke, hvordan hun skal komme i arbejde.

- Hanan Barre drømmer om at blive sygeplejerske, men hendes dansk er ikke godt nok.

- Diana W. Hansen har været ledig i tre år. Hun er meget introvert og kæmper med at finde sin plads på arbejdsmarkedet

Programmet følger de fire medvirkende individuelt. Anne-Mette Hjortshøjs har succes med de tre af deltagerne, men må afbryde samarbejdet med Jesper på grund af samarbejdsvanskeligheder.

## Efter programmet
Efter programmet har slukket kameraerne, har Jesper Thorup Andresen fundet job i et telemarketingbureau. Trine Vind har fået job som buschauffør, mens Diana W. Hansen fik job i IKEA, og Hanan Barre tog basisuddannelsen på VUC.
Programmerne er produceret af Impact TV ApS for Danmarks Radio.